# سورش اوبروی
سورش اوبروی (انگلیسی: Suresh Oberoi؛ زادهٔ ۱۷ دسامبر ۱۹۴۶) هنرپیشه اهل کشور هند است. وی پدر بازیگر مشهور بالیوود ویوک اوبروی است. سورش اوبروی از سال ۱۹۷۷ میلادی تاکنون مشغول فعالیت بوده است. از فیلم‌هایی که وی در آن نقش داشته است می‌توان به سرنوشت اشاره کرد.

## فیلم‌شناسی
فهرست برخی از فیلم‌هایی که سورش اوبروی در آنها به ایفای نقش پرداخته است:
- سرنوشت
- اسید
- خون دو رنگ دارد
- شوهر
- پیروزی
- سرباز
- جی ویکرانتا
- تاریخ
- خمیر
- جان
- می‌خواره
- شورش
- شاهد
- دیوانگی
- امروز آرجون
- یتیم یا حرامزاده
- دشمن محبت
- نام و نشان
- اشک‌ها تبدیل شده‌اند به شعله
- زندگی یک قمار است
- خدای عشق
- سیلاب
- اجی
- یک‌بار بگو
- ساده‌لوح
- گردش
- ادویه تند
- آتش و شعله
- گوپی کیشان
- کالی گنگا
- قسمت
- پالی خان
- ۲۰۰۱
- کبیر سینگ
- مانیکارنیکا
- من قوی هستم
- وظیفه
- متهم شد
- یک معمای جدید
- دوستت دارم جانی
- کی راست میگه کی دروغ میگه
- نجات
- سیاحت
- سی.آی. دی
- عشق، چه کرده‌ای؟
- فکر نکرده بود
- عصبانیت
- کارما و هولی
- اعتبار
- دلسوز
- امنیت
- حیوان
- مقصر
- آواز
- بی‌پناه
- زلزله
- بخشنده
- عشق تو را دیدم
- جنگ درستکاری